# Viego (Asturias)
Viego (en asturiano y oficialmente: Viegu) es una parroquia del concejo asturiano de Ponga (España). Situado en las estribaciones de los Picos de Europa, en el oriente asturiano, comprende los núcleos de Viego y Viboli. Limita al norte con las parroquias de Argolibio y Sebarga (del concejo de Amieva); al sur con los municipios leoneses de Burón y Oseja de Sajambre; al este con Casielles y al oeste con San Juan de Beleño. En 2020 contaba con 70 habitantes.

## Geografía
- Altitud: 700 metros.

- Latitud: 43º 12' N
- Longitud: 005º 07' O

## Historia
Aunque no se sabe cierto su fundación, ya en tiempo de los Reyes Católicos hay constancia de un conflicto por pastos en el Puerto de Arcenorio, con los vecinos leoneses de Sajambre. Según La Gran Enciclopedia Asturiana, figura como parroquia, al menos desde 1752.

## Economía
La actividad económica, está basada esencialmente, en la ganadería.

## Monumentos
Iglesia parroquial de Santa María de Viego. Fundada en una época incierta pero anterior al año 1670, en el que está documentada. Su beneficio curado fue de patrimonio laical, siendo sus presenteros algunas de las familias del estado noble de los concejos de Ponga y Amieva en Asturias y de Sajambre en la actual provincia de León.